# Nowy Musor
Nowy Musor (ukr. Новий Мосир, Nowyj Mosyr) – wieś na Ukrainie, w obwodzie wołyńskim, w rejonie kowelskim. W 2001 roku liczyła 219 mieszkańców